# علی‌اکبر صارمی
علی‌اکبر صارمی (زاده ۹ آبان ۱۳۲۲ – درگذشته ۲ بهمن ۱۳۹۵) معمار ایرانی بود.

## زندگی‌نامه
صارمی در سال ۱۳۲۲ در زنجان متولد شد. دوران دبیرستان خود را در مدرسه شریعتی (پهلوی سابق) در زنجان به اتمام رساند. در سال ۱۳۴۷ از دانشکده هنرهای زیبای دانشگاه تهران در رشته معماری فارغ‌التحصیل شد. او تحصیلات خود را در دانشگاه پنسیلوانیا تا دریافت درجه دکتری پی گرفت. رساله دکتری او زیر نظر استادش لویی کان نوشته شد. صارمی پس از بازگشت به ایران، در دفتر معماری سردار افخمی مشغول به کار شد و در سال ۱۳۵۹ دفتر شخصی خود، مهندسین مشاور تجیر، را تأسیس کرد. او علاوه بر تدریس در دانشگاه تهران، مقالاتی نیز در مجلات معماری معتبر دنیا منتشر کرده‌است. صارمی در سحرگاه دوم بهمن ۱۳۹۵ درگذشت.
صارمی همسر هایده حائری، بازیگر معروف سینما و تئاتر بود.

## سوابق تدریس
- مدرس دانشگاه فارابی ۱۳۵۵–۱۳۵۹
- مدرس دانشگاه آزاد اسلامی واحد تهران مرکزی ۱۳۶۹–۱۳۹۵
- مدرس دانشگاه تهران ۱۳۷۳–۱۳۷۶

## عناوین و سمت‌ها
- عضو کانون مهندسان معمار دانشگاه تهران
- عضو سازمان نظام مهندسی ساختمان استان تهران
- عضو انجمن صنفی مهندسان مشاور معمار و شهرساز
- عضو جامعه مهندسان معمار ایران
- رئیس هیئت مدیره مهندسین مشاور تجیر از ۱۳۵۹
- مدرس در دانشگاه آزاد اسلامی
- عضو هیئت امناء انجمن مفاخر معماری ایران

## آثار ساخته شده
- ویلای صارمی، نوشهر، ۱۳۵۲
- خانه افشار، زعفرانیه، تهران، ۱۳۵۳–۱۳۵۵
- هنرستان هنرهای زیبا پسران ،کرج ۱۳۷۴
- ساختمان سفارت جمهوری اسلامی ایران در الجزایر، ۱۳۸۱
- ساختمان سفارت جمهوری اسلامی ایران در تیرانا آلبانی، ۱۳۸۱–۱۳۸۳
- تالار شهر کرمانشاه (تالار انتظار)، ۱۳۸۷–۱۳۸۳
- آمفی تئاتر انستیتو پاستور، تهران، تجیر ۱۳۶۷[۴]
- سفارت جمهوری اسلامی ایران در آلبانی، تجیر ۱۳۷۹
- ساختمان تجاری و اداری برج بلور، تبریز، تجیر ۱۳۸۰
- مجموعه تجاری و فرهنگی و شورای شهر مشهد، تجیر ۱۳۸۳
- مجموعه نمایشگاهی و اداری، کیش، تجیر ۱۳۸۴

## آثار تالیفی
- معماری و موسیقی، مجموعه مقالات، نشر فضا، ۱۳۷۰
- کتاب گیلان، مجموعه مقالات، انتشارات روشنگران، ۱۳۷۵
- تاریخ معماری و شهرسازی، مجموعه مقالات، انتشارات میراث فرهنگی، ۱۳۷۵
- ارزشهای پایدار در معماری ایران، انتشارات میراث فرهنگی
- طرح‌هایی از ایران، انتشارات فرهنگسرا، ۱۳۷۷
- ارائه طرح هنرستان هنرهای تجسمی کرج، کتاب نگاهی به مهندسی ساختمان و معماری معاصر ایران 3، انتشارات وزارت مسکن و شهرسازی، ۱۳۷۷
- ارائه طرح خانه جلفا، کتاب معماری جهان نوشته کنت فرامپتون، امریکا، ۱۳۷۹
- ارائه طرح‌های سفارت خانه‌های آلبانی و الجزایر، کتاب معماری دیپلماتیک، انتشارات وزارت امور خارجه، ۱۳۸۳
- تار و پود ... و هنوز سرگذشت من و معماری ما، نشر هنر معماری قرن، تهران، ۱۳۸۹